# Cat Stevens
Cat Stevens,  (London 21. srpnja 1948.) rođen kao Stephen Demetre Georgiou, a od 1978. poznat pod imenom Yusuf Islam, je britanski glazbenik švedsko-ciparskog podrijetla. Cat Stevens je prodao više od 60 milijuna albuma u cijelom svijetu.

## Životopis
Cat Stevens započinje svoju glazbenu karijeru krajem 60-ih. Postaje uspješan već s 18 godina s pjesmom "I Love My Dog" koju je izdao 1966. a početkom 70-ih nastaju njegovi hitovi "Wild World", "Can't Keep It In", "Moonshadow" i "Morning has Broken". 
Majka mu je podrijetlom Šveđanka a otac ciparski Grk. Rođen je i živio u Londonu do razvoda svojih roditelja a onda se s majkom seli u Gävle u Švedskoj gdje pohađa osnovnu školu. Ponovno se seli u London gdje mu je živio otac .
Cat Stevens prelazi na islam 1977. a svoje sadašnje ime, Yusuf Islam, uzima godinu dana poslije. 
Nekoliko godina se potpuno povlači s glazbene scene ali pravi povratak je 1985. na dobrotvornom koncertu za pomoć Etiopiji. Poslije toga posvećuje se izvođenju islamske glazbe. Vrlo je aktivan u muslimanskim krugovima Londona a napisao je i nekoliko knjiga. Aktivan je i u dobrotvornoj udruzi Small Kindness. 
Cat Stevens podigao je prašinu i bio kritiziran zbog podrške iranskoj fetvi tj. smrtnoj kazni za pisca Rushdia. Kasnije je Cat Stevens (Yusuf) tvrdio da su njegove riječi pogrešno interpretirane i da nikad nije podržavao fetvu. Salman Rushdie smatra pak da Yusuf nije promijenio svoje mišljenje i da je to potvrdio u nekoliko svojih kasnijih intervjua.

## Diskografija (albumi)

### Kao Cat Stevens
Studijski albumi
- 1967. - Matthew and Son
- 1967. - New Masters
- 1970. - Mona Bone Jakon
- 1970. - Tea for the Tillerman
- 1971. - Teaser and the Firecat
- 1972. - Catch Bull at Four
- 1973. - Foreigner
- 1974. - Buddha and the Chocolate Box
- 1975. - Numbers
- 1977. - Izitso
- 1978. - Back to Earth

Live albumi
- 1974. - Saturnight
- 2004. - Majikat

Kompilacije
- 1975. - Greatest Hits
- 1984. - Footsteps in the Dark: Greatest Hits, Vol. 2
- 1987. - Classics, Vol. 24
- 1989. - The Best of Cat Stevens
- 1999. - Remember Cat Stevens - The Ultimate Collection
- 2000. - The Very Best of Cat Stevens
- 2001. - Cat Stevens - The Box Set
- 2005. - Gold
- 2007. - 20th Century Masters: The Millennium Collection - The Best of Cat Stevens
- 2007. - Harold and Maude Soundtrack by Cat Stevens

### Kao Yusuf Islam
Studijski albumi
- 1995. - The Life of the Last Prophet
- 1998. - I Have No Cannons that Roar
- 1999. - Prayers of the Last Prophet
- 2000. - A Is For Allah
- 2003. - I Look I See

Live album
- 2003. - Night of Remembrance: Live at the Royal Albert Hall

### Kao Yusuf
- 2006. - An Other Cup
- 2009. - Roadsinger
- 2014. - Tell 'Em I'm Gone

## Vanjske poveznice
- Službena stranica
- Small Kindness  Arhivirana inačica izvorne stranice od 8. travnja 2019. (Wayback Machine)